# Rugby à XV en Islande
Le rugby à XV en Islande est un sport minoritaire en développement. Il se joue du mois de mars au mois de septembre en raison du climat difficile en hiver. La fédération islandaise de rugby à XV, appelée Rugby Union of Iceland, est créée en 2010 et est officiellement affiliée à la FIRA-AER en 2011.

## Histoire

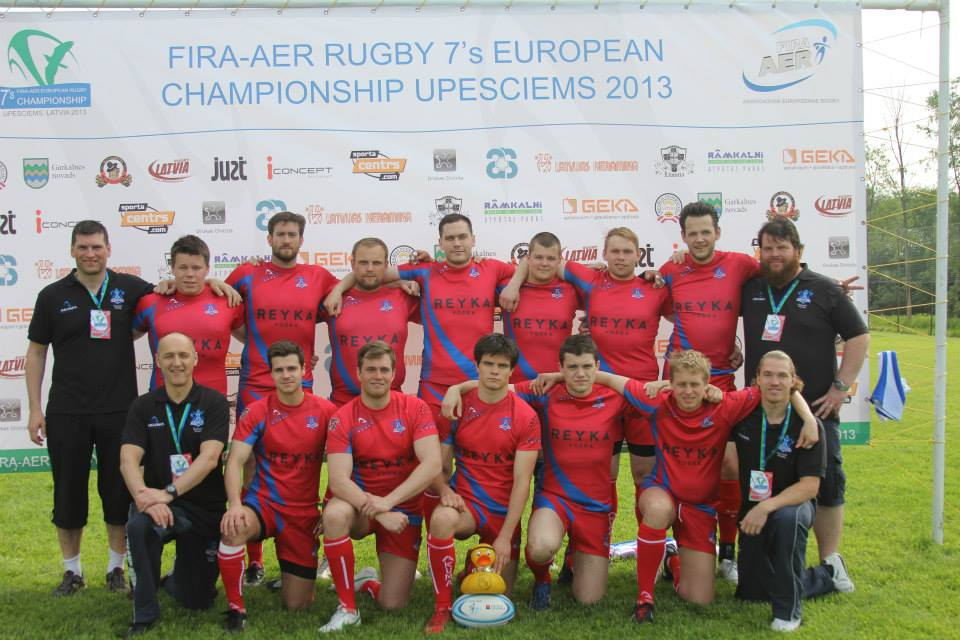
L'équipe de rugby islandaise au tournoi de rugby à sept à Riga en juin 2013

En 2010, des expatriés et des natifs passionnés de rugby décident de lancer le rugby en Islande. En février 2010, le Reykjavik Raiders Rugby Football Club est fondé. Le 3 juillet 2011 a lieu le premier match de rugby à XV disputé sur le sol islandais entre le Reykjavik Raiders Rugby Football Club et les Thunderbird Oldboys de Phoenix au centre sportif de Valur à Reykjavik,. Dans le cadre de cette rencontre, une délégation de l'IRB et de la FIRA-AER se rend en Islande pour une formation niveau 1 FIRA-AER pour entraîneurs. L'équipe participe au Copenhagen Sevens en août 2011. En 2012, un second club est créé, le Kopavogur Rugby Football Club également appelé the Chameleons.
En février 2013, l'équipe des Icelandic Exiles, équipe regroupant des joueurs des Chameleons,  des Raiders mais aussi d’autres invités, participe à une tournée aux États-Unis. Elle dispute six matchs de rugby à XV et participe au Las Vegas HSBC Invitational Rugby Tournament en dix jours. Le 1er juin 2013, l'équipe nationale d'Islande dispute son premier tournoi officiel en rugby à sept, le FIRA–AER Riga 7's Division B nord. Elle remporte son premier match contre l'équipe du Liechtenstein et termine 7e et avant-dernière du tournoi Division B Nord. En 2014, elle finit dernière du FIRA–AER 7's Division B nord en République Tchèque2. À la suite de la refonte des catégories par Rugby Europe, anciennement FIRA-AER, l'équipe nationale d'Islande participe le 6 juin 2015 au tournoi division C à Zenica près de Sarajevo en Bosnie-Herzégovine3.
Étant donné l'éloignement et l'insularité du pays, il est difficile de multiplier les matchs et donc d'emmagasiner de l’expérience pour le rugby islandais. L'équipe islandaise cherche donc des équipes souhaitant se déplacer en Islande pour disputer des matchs amicaux en rugby à XV et/ou à sept.

## Institution dirigeante
La fédération islandaise de rugby à XV, appelée Rugby Union of Iceland, est créée en 2010 et est officiellement affiliée à la FIRA-AER en 2011.

## Organisation du rugby islandais

### Compétition de clubs
Il existe trois clubs, :
- Reykjavik Raiders Rugby Football Club
- Kopavogur Rugby Football Club
- Haukar Rugby

### Équipe nationale
L'équipe d'Islande de rugby à XV rassemble les meilleurs joueurs d'Islande.